# Ingeborg Junge-Reyer

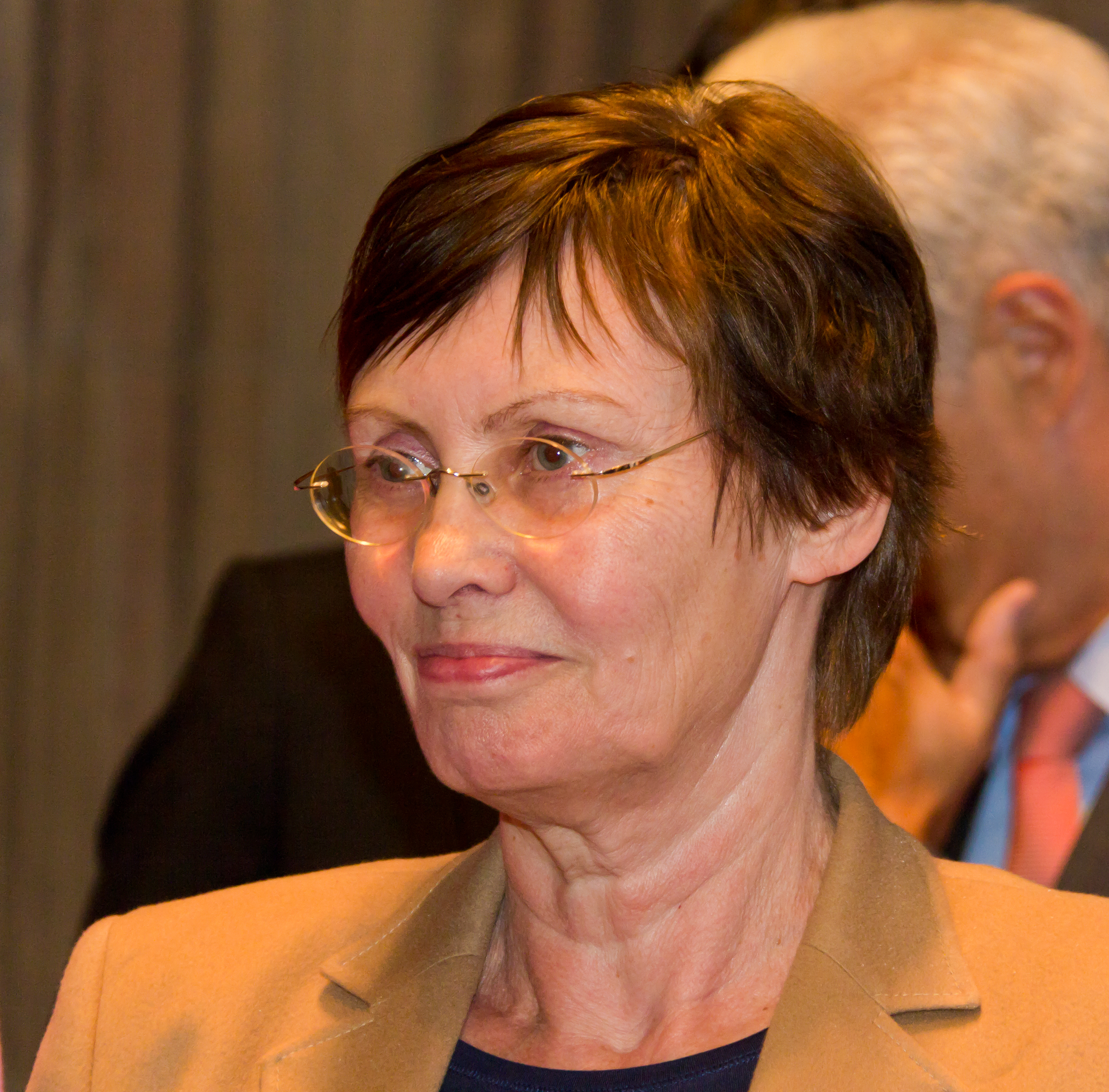
Ingeborg Junge-Reyer, 2011

Ingeborg Junge-Reyer (* 1. November 1946 in Breckerfeld) ist eine deutsche Politikerin (SPD). Sie war von 2004 bis 2011 Senatorin für Stadtentwicklung und von 2006 bis 2011 darüber hinaus Bürgermeisterin des Landes Berlin.

## Leben

### Herkunft und Ausbildung
Junge-Reyer studierte zunächst Germanistik und Geographie in Berlin. 1969 wechselte sie auf die Verwaltungsakademie Berlin und schloss diese mit der Prüfung zur Diplom-Kameralistin ab.

### Berufliche Laufbahn
1989 wurde Ingeborg Junge-Reyer Bezirksstadträtin für Soziales, Gesundheit und Finanzen für den Bezirk Berlin-Kreuzberg. 1999 wurde sie ebenfalls dort stellvertretende Bürgermeisterin und wechselte im gleichen Jahr als Staatssekretärin in die Senatsverwaltung für Arbeit, Soziales und Frauen. Vom 17. Januar 2002 bis zum April 2004 war sie Staatssekretärin in der Senatsverwaltung für Stadtentwicklung unter Senator Peter Strieder. Nach dessen Rücktritt in Zusammenhang mit der Tempodrom-Affäre wurde sie zu seiner Nachfolgerin berufen.
Nach der Berlinwahl vom 17. September 2006 wurde sie vom Regierenden Bürgermeister Klaus Wowereit erneut zur Stadtentwicklungssenatorin berufen und übernahm zusätzlich die Funktion der Bürgermeisterin.
Junge-Reyer ist Tunnelpatin für den Tunnel der U-Bahn-Linie 55. Die Taufe fand am 3. Mai 2007 statt.

## Politik
Seit ihrem Amtsantritt vertrat Junge-Reyer entschieden die Schließung des Flughafens Tempelhof und die anschließende Einrichtung eines öffentlichen Parks auf Teilflächen. Sie betrieb die erfolgreiche Bewerbung Berlins für die Ausrichtung der Internationalen Gartenschau (IGA Berlin 2017) auf der Tempelhofer Freiheit und ließ einen Wettbewerb für die zukünftige Gestaltung des Parks ausschreiben.
Junge-Reyer verfolgte die zukünftige Nutzung des Flughafens Tegels zu einem Wissenschafts- und Produktionsstandort. Sie begann mit der Entwicklung des früheren Containerbahnhofgeländes an der Heidestraße zu einem gemischten Innenstadtquartier und setzte die von Bürgerinitiativen lange geforderte Umgestaltung des früheren Bahngeländes am Gleisdreieck zu einem Park um. Der Ostteil des Parks am Gleisdreieck wurde durch Junge-Reyer am 2. September 2011 eröffnet.
Auf dem Gebiet der Sozialen Stadtentwicklung setzte sie die Politik des Quartiersmanagements fort. Mit der Einrichtung von großflächigen „Aktionsräumen plus“ wollte sie eine konzentrierte Förderung vor allem von Bildung voranbringen.
Wegen drastisch gestiegener Kosten stoppte sie den Weiterbau der Topographie des Terrors nach dem Entwurf des Schweizer Architekten Peter Zumthor und setzte sich für den inzwischen fertiggestellten nüchtern-sachlichen Bau für das Zentrum zur Dokumentation des nationalsozialistischen Verfolgungs- und Terrorapparats ein.
In der Verkehrspolitik setzte Junge-Reyer auf den Ausbau von Fahrrad-, Fußgänger- und öffentlichem Personenverkehr und einen weiteren Rückgang des Individualverkehrs in der Innenstadt. Gegen den Widerstand von Anwohnern setzte sie den Umbau der Invalidenstraße und den Bau der Straßenbahnverbindung zwischen Hauptbahnhof und Prenzlauer Berg durch. Nach langen kontroversen Diskussionen wurde unter ihrer Regie auch der Weiterbau der U-Bahn-Linie U 5 zwischen Alexanderplatz und Brandenburger Tor begonnen.
Anlässlich der Frühjahrstagung der Verkehrsministerkonferenz vom 18./19. April 2007 in Wernigerode Unterzeichnung der Absichtserklärung zum Geschichtsprojekt Brocken-Erklärung.
Sie hielt den Weiterbau der ebenfalls umstrittenen Stadtautobahn A 100 vom Autobahndreieck Neukölln zunächst zum Treptower Park und dann anschließend bis zur Frankfurter Allee für erforderlich.
Junge-Reyer unterstützte die Pläne zur Bebauung des östlichen Spreeufers im Rahmen des umstrittenen Investitionsprojektes Mediaspree.
Sie gilt als verantwortlich für den Wegfall von Zehntausenden von Sozialwohnungen, da „sie 2011 ein Gesetz erließ, wonach die Bindungen von Sozialbauten wegfielen, sobald diese beim Verkauf den Eigentümer wechselten“. Die Piraten-Fraktion warf ihr im Zusammenhang mit Kostensteigerungen beim Umbau der Staatsoper Berlin „völliges Versagen auf steuernder, konzeptioneller, fachlicher und politischer Ebene“ und „ein dramatisches Kompetenz- und Handlungsdefizit“ vor.
Nach der Neuwahl der Landesregierung wurde Michael Müller am 1. Dezember 2011 Amtsnachfolger von Ingeborg Junge-Reyer.
Am 8. Dezember 2014 wurde sie vom Senat zur Stadtältesten von Berlin ernannt.